# Little Henny
 (avril 2023).
Little Henny est un village et une paroisse civile de l'Essex, en Angleterre.